# Indiana Jones
Henry Walton "Indiana" Jones jr., PhD (Princeton, 1 juli 1899) is een fictieve professor archeologie, avonturier en de hoofdpersoon in een reeks films. Het personage maakte zijn debuut in de film Raiders of the Lost Ark (1981), en was achtereenvolgens te zien in de prequel Indiana Jones and the Temple of Doom (1984) en de drie sequels Indiana Jones and the Last Crusade (1989), Indiana Jones and the Kingdom of the Crystal Skull (2008) en Indiana Jones and the Dial of Destiny (2023). Verder bestaat er rond het personage een televisieserie getiteld The Young Indiana Jones Chronicles (The Adventures of Young Indiana Jones) (1992–1993), met vier bijbehorende televisiefilms (1994–1996).
Naast de films en televisieserie zijn er verschillende (strip)boeken, computerspellen en attracties verschenen in Disneyland, Disneyland Paris en Tokyo DisneySea genaamd Indiana Jones Adventure ("Temple of the Forbidden Eye" en "Temple of the Crystal Skull") en Le Temple du Péril. Indiana Jones is vooral te herkennen aan zijn hoed, zweep, leren jack en zijn angst voor slangen.

## Achtergrond
Het personage is het bekendst geworden door Harrison Ford, die Indiana Jones speelde in de vijf bioscoopfilms. Naast Ford is het personage ook gespeeld door River Phoenix (als jonge Jones in Indiana Jones and the Last Crusade) en in de televisieserie door Corey Carrier, Sean Patrick Flanery en George Hall. Doug Lee sprak de stem in van Jones in de twee LucasArts-computerspellen Indiana Jones and the Fate of Atlantis en Indiana Jones and the Infernal Machine terwijl David Esch de stem insprak voor het computerspel Indiana Jones and the Emperor's Tomb.
De Nederlandse regisseur Dick Maas regisseerde de aflevering The Adventures of Young Indiana Jones: Masks of Evil en de Nederlandse acteur Jeroen Krabbé speelde de rol van Brockdorff in de aflevering The Adventures of Young Indiana Jones: Winds of Change.

## Fictieve biografie
Henry Walton Jones jr., de officiële naam van Indiana, werd geboren op 1 juli 1899 te Princeton, als de zoon van de Schotse Henry Jones sr. en zijn vrouw Anna. In zijn jeugd reisde Indiana met zijn vader door heel Europa. Hierdoor leerde hij naast het Engels 27 talen lezen en schrijven, waaronder Frans, Duits, Italiaans, Spaans, Russisch, Zweeds, Grieks, Arabisch, Turks, Vietnamees, Swahili en Mandarijn. Henry jr. nam Indiana, de naam van zijn hond, aan als bijnaam. Zijn roepnaam luidt "Indy".
Henry sr. wilde dat Indiana aan de Universiteit van Princeton ging studeren. Om hieraan te ontsnappen liep Indiana van huis weg. Hij ging naar Mexico, waar hij werd ontvoerd door Mexicaanse revolutionairen. Hij sloot zich bij hen aan onder Pancho Villa en vocht met hen tijdens de Mexicaanse Revolutie in 1910. Hier leerde hij zijn Belgische vriend Remy kennen.
Samen met Remy verliet hij aan het begin van de Eerste Wereldoorlog Mexico en ging met hem naar Europa. Beiden werden ze daar lid van het Belgische leger en vochten ze aan het westfront. Later werden ze gestationeerd in Belgisch-Congo. Door zijn onvermogen om kaarten te kunnen lezen, liep Indiana zijn eenheid mis en werd hij bij een team van oude leden van het Britse leger ingedeeld. Met dit team deed hij - in de televisieserie - verschillende opdrachten, waaronder de vernietiging van een reuzekanon dat op een trein gemonteerd was, en de mislukte ontvoering van het Duitse militair genie Paul von Lettow-Vorbeck. Uiteindelijk kwam Indiana toch weer in het Belgische leger terecht. Samen met Remy meldde hij zich aan voor de Franse geheime dienst en deed de rest van de oorlog dienst als spion.
Na de oorlog ging Indiana terug naar de Verenigde Staten, waar hij archeologie ging studeren aan de Universiteit van Chicago, onder de hoede van professor Abner Ravenwood. Hij kreeg een relatie met Marion, de dochter van Ravenwood. In 1926 verliet Indiana hen abrupt en nam tien jaar geen contact op. Hij hield zich in die tijd bezig met onderwijs en archeologische expedities, inclusief een reis naar China en India waar hij met de gangster Lao Che en de aanhangers van de Thuggee-sekte geconfronteerd werd (Indiana Jones and the Temple of Doom).
Een tijd later, in de tijd dat Jones docent archeologie was aan het (fictieve) Marshall College, werd hij door de overheid van de Verenigde Staten gevraagd om de Ark van het Verbond op te graven voordat de nazi's daarin slaagden (Raiders of the Lost Ark). In de daarop volgende jaren deed Indiana af en toe opdrachten voor de overheid. In 1938, toen Jones was overgestapt naar het (eveneens fictieve) Barnett College, werd zijn vader door de Nazi's ontvoerd, omdat hij ver gevorderd was in de zoektocht naar de Heilige Graal. Indiana wist zijn vader van de Nazi's te redden en samen vonden ze de Heilige Graal (Indiana Jones and the Last Crusade). Tijdens de Tweede Wereldoorlog was Jones actief als agent van de OSS, waarbij hij een dubbelagent werd in Berlijn. Daarna hervatte hij zijn werk als archeoloog en ging weer lesgeven op het Marshall College.(Indiana Jones and the Kingdom of the Crystal Skull) Vrij laat in de oorlog is hij met zijn Engelse vriend Basil Shaw de Heilige Lans op het spoor, maar vindt slechts een vervalsing in handen van Nazi-wetenschapper Jürgen Voller, die echter ook een helft van het mechanisme van Antikythera in handen blijkt te hebben. Jones en Shaw ontkomen met het artefact. In 1951 gaat Jones naar Engeland voor een bezoek aan de geobsedeerde Shaw en diens dochter Helena, Jones' petekind. Hij neemt het mechanisme mee met de belofte het te vernietigen, maar stopt het in plaats daarvan in een depot. (Indiana Jones and the Dial of Destiny.) 
Jaren later, in 1957, raakte Indiana betrokken in een affaire van Sovjet-spionnen die de legendarische kristallen schedels op het spoor waren. Dit avontuur betekende een hereniging met Marion Ravenwood, en haar zoon Mutt Williams. Indiana bleek echter de vader van Mutt te zijn, en Marion en hij besloten uiteindelijk toch te trouwen. Na bijna zijn baan verloren te zijn in de affaire, wordt hij nu benoemd tot vice-decaan van de school. (Indiana Jones and the Kingdom of the Crystal Skull) In de jaren daarna verhuist Jones naar New York, waar hij docent wordt aan Hunter College. Zijn familieleven stort echter in als Mutt tegen Jones' zin dienst neemt en sneuvelt in de Vietnamoorlog, waardoor Jones en Marion vervreemd raken en Jones in 1969 weer alleen woont. Op de dag van zijn pensioen staat zijn petekind Helena Shaw, de dochter van Basil, echter ineens voor hem in verband met de Antikythera, waar zijn oude vijand Voller, die nu voor de NASA werkt, ook achteraan zit, zodat Jones opnieuw in een avontuur belandt. Met de vondst van het mechanisme belandt Jones in het jaar 212 v. Chr. en staat oog in oog met Archimedes. Hij overweegt in antiek Syracuse te blijven, maar wordt door Helena gedwongen mee terug te gaan. Thuisgekomen legt hij het bij met Marion.(Indiana Jones and the Dial of Destiny.)
In 1993 wordt Indiana Jones voor het laatst gezien in New York, samen met zijn dochter en haar gezin, waar hij aan iedereen die het maar wil horen zijn avonturen vertelt. Hij oogt hierbij opmerkelijk kwiek voor iemand van 93 jaar oud. Of dit komt doordat hij uit de Heilige Graal heeft gedronken, is onbekend.

## Geschiedenis
Indiana Jones werd bedacht door George Lucas en Steven Spielberg die respectievelijk de productie en de regie van de films voor hun rekening namen. Zij begonnen na het succes van Star Wars (Lucas) en Jaws (Spielberg) aan een nieuwe filmreeks omtrent dit personage.
Het plan van de twee heren was een alledaagse antiheld te maken die in de absurdste toestanden verzeild raakte. De held Indiana Jones was in de eerste plaats een verwijzing naar de avonturenfilmreeksen uit de jaren dertig, waarin een held het moet opnemen tegen schurken, piraten, kannibalen enz.
Het was uiteindelijk George Lucas die met het concrete idee kwam. Hij had een aantal geschiedenisstudies gelezen over het Ahnenerbe, archeologie bedreven door nazi's in opdracht van Heinrich Himmler. Ahnenerbe was een nationaalsocialistische organisatie die Germaanse sporen buiten Duitsland moest onderzoeken. Dit met het idee om zo met archeologische argumenten territoria te claimen voor Duitsland. Expedities naar onder meer Oost-Europa, Noord-Afrika, Zuid-Amerika en zelfs Tibet werden door het Ahenenerbe gefinancierd. Alleen Hitler was weinig geïnteresseerd in het onderzoek naar Germaanse resten. Wel was Hitler geïnteresseerd in de occulte voorwerpen die bepaalde krachten zouden hebben zoals de Ark van het Verbond, de Heilige Lans van Christus en de Heilige Graal. De bekendste expeditie die door het Ahnenerbe georganiseerd werd, was de tocht naar Tibet. Omdat de Himalaya het dak van de wereld was, waren de nazi’s er heilig van overtuigd dat vertegenwoordigers van de oeroude superbeschaving de bergen in gevlucht waren om aan de dreigende ramp die hen boven het hoofd hing te ontkomen. In Tibet zouden naar alle waarschijnlijkheid bewijzen te vinden zijn die de theorie van de nazi’s ondersteunden. Dit voorbeeld illustreert dat boeiende films meestal op waargebeurde feiten berusten, wat terug te vinden is in de generiek. Dit was de laatste en wellicht de belangrijkste inspiratiebron voor Indiana Jones.
In het derde deel van de reeks wordt verteld dat Indiana de naam is van een hond die Henry Jones jr. ooit had. In het echt had regisseur George Lucas een alaska-malamute met de naam Indiana. Op deze hond is ook het personage Chewbacca uit Star Wars gedeeltelijk gebaseerd.

## Films en serie

### Bioscoopfilms
Indiana Jones is beroemd geworden door de films over de volwassen Indiana. Harrison Ford speelt hierin de rol van Indiana Jones; de rol van Indy's vader wordt gespeeld door Sean Connery.
- Raiders of the Lost Ark (1981)

1936 - In het gezelschap van zijn opvliegende en onafhankelijke vroegere vlam Marion Ravenwood (Karen Allen) vertrekt de archeoloog met twee vuisten op een zoektocht naar de mystieke Ark van het Verbond. Indy moet de Ark eerder zien te ontdekken dan de nazi's en hij moet daarvoor vergif, valkuilen, slangen en verraad overleven.
- Indiana Jones and the Temple of Doom (1984)

1935 - Na ternauwernood uit een vechtpartij in een nachtclub in Shanghai te zijn ontsnapt, komt Indy aan in de wildernis van India, waar hij een sinister complot ontdekt waarbij dorpskinderen gebruikt worden als slaven in een ondergronds mijnenfort. Indy moet niet alleen de kinderen bevrijden, maar er ook voor zorgen dat hij niet onder invloed komt van de inslechte Thuggee-sekte. Bij zijn spectaculaire reddingspogingen wordt Indy bijgestaan door zijn kleine medeheld, Short Round (Ke Huy Quan), en de niet erg enthousiaste nachtclubzangeres Willie Scott (Kate Capshaw).
- Indiana Jones and the Last Crusade (1989)

1912/1938 - In een inleiding zien we een jonge Indiana Jones (River Phoenix) bij een van zijn eerste avonturen, gevolgd door een volwassen Indiana Jones die een zoektocht aanvat naar zijn opvliegende vader, professor Henry Jones sr. (Sean Connery). De nazi's zijn de Heilige Graal op het spoor en hebben Indy's vader ontvoerd, dé autoriteit in de archeologie aangaande Christus' kelk van het Laatste Avondmaal.
- Indiana Jones and the Kingdom of the Crystal Skull (2008)

1957 - Indiana Jones ontmoet de jonge Mutt Williams (Shia LaBeouf) die de avontuurlijke archeoloog een voorstel doet: Als hij Mutt helpt op zijn missie, dan zou Indiana Jones een van de meest spectaculaire vondsten in de archeologische geschiedenis vinden - de 'Crystal Skull van Akator' - een legendarisch object van betovering, bijgeloof en angst. Op hun reis op zoek naar de Crystal Skull, komen ze erachter dat de Sovjetagenten waar Indy eerder mee te maken had, ook op zoek zijn naar die legendarische schedel om daarmee de macht over de wereld te kunnen grijpen.
- Indiana Jones and the Dial of Destiny (2023)

Veel persberichten wezen erop dat Steven Spielberg en George Lucas de smaak weer te pakken hadden en verder wilden gaan met de Indiana Jones-reeks. Begin maart 2010 werd een nieuwsbericht verspreid waarin een medewerker bekendmaakte dat de vijfde Indiana Jones zou gaan over de Bermudadriehoek. In deze film gaan Steven Spielberg en George Lucas terug naar het oorspronkelijke plan en willen ze veel minder digitale animatie gebruiken dan in de vierde film. Hoofdrolspeler Harrison Ford heeft aangegeven dat hij nog steeds zin heeft om de rol te spelen (de acteur, die niet de jongste meer is, gaf wel toe dat Lucas moet opschieten met een script want hij heeft geen zin om de rol in een rolstoel te spelen). Ford zou weer hulp krijgen van LaBeouf. Volgens verschillende persberichten zou men van plan zijn om ook Indy's vader, Henry Jones, te laten terugkeren hoewel die overleden leek te zijn in The Kingdom of the Crystal Skull. Gezien het overlijden van de vertolker Sean Connery in 2020 is dit onzeker geworden.
Begin 2016 bevestigde Robert Iger, de CEO van Disney, in een interview met de financiële nieuwssite Bloomberg dat er een vijfde film wordt gepland. Op 15 maart 2016 werd met een persbericht officieel bekendgemaakt dat er een nieuwe film in de reeks zal verschijnen. Harrison Ford keert terug in de titelrol. Naast Ford acteren ook Phoebe Waller-Bridge, Mads Mikkelsen en Antonio Banderas in de film. Oorspronkelijk was het de bedoeling dat Steven Spielberg ook de vijfde Indiana Jones-film zou regisseren. In februari 2020 werd echter bekend dat een jongere regisseur zijn plaats zou innemen. Duidelijkheid was er nog niet, maar volgens het blad Variety zou er onderhandeld worden met James Mangold om de regie over te nemen. Op de Disney Invester Day op 10 december 2020 werd bevestigd dat James Mangold de vijfde film zou regisseren. De film wordt uitgebracht door Walt Disney Studios Motion Pictures, die sinds 2012 eigenaar is van Lucasfilm, en daardoor intellectueel eigenaar is van het Indiana Jones-format.
De opnames van de film vonden plaats op verschillende locaties in Groot-Brittannië, op Sicilië en in Marokko. In juni 2021 raakte de dan 79 jarige Harrison Ford tijdens de opnames van een vechtscène gewond aan een schouder, waarvoor hij geopereerd moest worden. Hierdoor kwamen de opnames tot oktober 2021 stil te liggen, afgezien van scènes die met een body-double opgenomen konden worden. Meer vertraging ontstond toen in september 2021 tijdens de opnames in de Pinewood Studios in Iver (VK) door een grote uitbraak van het norovirus meer dan 50 crewleden ziek naar huis moesten gaan. In november 2021 werd de productie opnieuw getroffen door een drama: de 54-jarige cameraman Nic Cupac overleed onverwacht in zijn hotelkamer in Fez, tijdens de opnames in Marokko.
Wegens alle tegenslagen besloot Disney in oktober 2021 de reeds door de coronapandemie naar 29 juli 2022 uitgestelde releasedatum door te schuiven naar 30 juni 2023.

### Televisieserie
Van 1992 tot 1996 was George Lucas uitvoerend producent van de met een Emmy Award bekroonde Amerikaanse televisieserie The Young Indiana Jones Chronicles (The Adventures of Young Indiana Jones) gemaakt als educatief programma voor de jeugd door belangrijke gebeurtenissen en personen uit de geschiedenis te laten zien die Indiana Jones ontmoet. De serie bestond uit 44 afleveringen (twee seizoenen en de televisiefilms) wat later is geknipt naar 22 afleveringen. In de serie blikt de inmiddels oude Jones terug op zijn jeugdjaren en de avonturen die hij toen beleefde.

### Televisiefilms
Tussen 1994 en 1996 werden nog vier televisiefilms opgenomen, gebaseerd op de televisieserie, deze zijn opgenomen in de dvd-uitgave:
- Young Indiana Jones and the Hollywood Follies (1994)
- Young Indiana Jones and the Attack of the Hawkmen (1995)
- Young Indiana Jones and the Treasure of the Peacock's Eye (1995)
- Young Indiana Jones: Travels with Father (1996)

## Boeken
Er is ook een serie pockets over de avonturen van zowel de jonge als de volwassen Indiana Jones. De avonturen met de jonge Indiana Jones (Young Indiana Jones) zijn jeugdboeken, de verhalen met de volwassen Indiana Jones zijn verhalen voor volwassenen.
De avonturen in deze pockets zijn niet altijd gelijk aan die uit de televisieserie of de film. Verder is er in de jaren tachtig een stripreeks uitgegeven door Marvel Comics.
Vanaf 1990 door A.W. Bruna Uitgevers in de Zwarte Beertjes-pocketreeks gepubliceerd. Enkele titels zijn reeds eerder verschenen.

### Volwassenen
1. Indiana Jones en de verloren ark (Raiders of the Lost Ark), Campbell Black, 1981 (naar de film uit dat jaar)
2. Indiana Jones en de tempel des doods (Indiana Jones and the Temple of Doom), James Kahn, 1984 (naar de film uit dat jaar)
3. Indiana Jones en de laatste kruistocht (Indiana Jones and the Last Crusade), Rob MacGregor, 1989 (naar de film uit dat jaar)
4. Indiana Jones en het godenschip (Indiana Jones und das Schiff der Götter), Wolfgang Hohlbein, 1990
5. Indiana Jones en de gevederde slang (Indiana Jones und die gefiederte Schlange), Wolfgang Hohlbein, 1990
6. Indiana Jones en het zwaard van Djenghis Kahn (Indiana Jones und das Schwert des Dschingis Kahn), Wolfgang Hohlbein, 1991
7. Indiana Jones en het verloren volk (Indiana Jones und das verschwundene Volk), Wolfgang Hohlbein, 1991
8. Indiana Jones en de zeven sluiers (Indiana Jones and the Seven Veils), Rob MacGregor, 1991
9. Indiana Jones en het goud van El Dorado (Indiana Jones und das Gold von El Dorado), Wolfgang Hohlbein, 1991
10. Indiana Jones en de dans der giganten (Indiana Jones and the Dance of the Giants), Rob MacGregor, 1991
11. Indiana Jones en het geheim van het Paaseiland (Indiana Jones und das Geheimnis der Osterinseln), Wolfgang Hohlbein, 1992
12. Indiana Jones en de binnenwereld (Indiana Jones and the Interior World), Rob MacGregor, 1992
13. Indiana Jones en de zondvloed van Genesis (Indiana Jones and the Genesis deluge), Rob MacGregor, 1992
14. Indiana Jones en de erfenis van de eenhoorn (Indiana Jones and the Unicorn’s Legacy), Rob MacGregor, 1992
15. Indiana Jones en het labyrint van Horus (Indiana Jones und das Labyrinth von Horus), Wolfgang Hohlbein, 1993
16. Indiana Jones en de erfenis van Avalon (Indiana Jones und das Erbe von Avalon), Wolfgang Hohlbein, 1993
17. Indiana Jones en de luchtpiraten (Indiana Jones and the Sky Pirates), Martin Caidin, 1993
18. Indiana Jones en de witte heks (Indiana Jones and the White Witch), Martin Caidin, 1994
19. Indiana Jones en het orakel van Delphi (Indiana Jones and the Peril of Delphi), Rob MacGregor, 1994
20. Indiana Jones en de steen van de filosoof (Indiana Jones and the Philosopher’s Stone), Max McCoy, 1995
21. Indiana Jones en de dinosauruseieren (Indiana Jones and the Dinosaur Eggs), Max McCoy, 1996
22. Indiana Jones en de holle aarde (Indiana Jones and the Hollow Earth), Max McCoy, 1997
23. Indiana Jones en het geheim van de sfinx (Indiana Jones and the Secret of the Sphinx), Max McCoy, 1999

### Jeugd
In het Engels zijn enkele tientallen jeugdboeken verschenen. In het Nederlands zijn dat er wat minder.
Gebaseerd op afleveringen van de televisieserie zijn verschenen
1. Young Indiana Jones en de vloek van de mummie (The mummy's curse), Mega Stine en H. William Stine, 1992
2. Young Indiana Jones en het veld des doods (Young Indiana Jones and the field of death), Les Martin, 1992
3. Young Indiana Jones: safari speurtocht (Safari sleuth), A.L. Singer, 1992
4. Young Indiana Jones: de geheime vrede (The Secret Peace), W. McCay, 1992

Originele verhalen
1. Young Indiana Jones en de geheimzinnige schat (Young Indiana Jones and the plantation treasure), William McCay, 1990
2. Young Indiana Jones en de gruwelijke graftombe (Young Indiana Jones and the tomb of terror), William McCay, i.e., Les Martin, 1990
3. Young Indiana Jones en de cirkel des doods (Young Indiana Jones and the circle of death), William McCay, 1990
4. Young Indiana Jones en de geheime stad (Young Indiana Jones and the secret city), Les Martin, 1990
5. Young Indiana Jones en de gevaarlijke prinses (Young Indiana Jones and the princess of peril), Les Martin, 1991
6. Young Indiana Jones en de wraak der zigeuners (Young Indiana Jones and the gypsy revenge), Les Martin, 1991
7. Young Indiana Jones en de spookruiters (Young Indiana Jones and the ghostly riders), William McCay, 1991
8. Young Indiana Jones en de vloek van het kruis (Young Indiana Jones and the curse of the ruby cross), William McCay, 1991

"Interactieve" boeken
Twee boeken waarin de lezer om de zoveel pagina's om een beslissing wordt gevraagd waarmee de uiteindelijke afloop van het boek beïnvloed kan worden:
1. Young Indiana Jones en de vallei der koningen (Young Indiana Jones and the valley of the kings), Richard Brightfield, 1992
2. Young Indiana Jones: moeilijkheden in Mexico (Young Indiana Jones: South of the border), Richard Brightfield, 1992

## Computerspellen
Onder meer de volgende reeks computerspellen zijn uitgegeven:
- Raiders of the Lost Ark
- Indiana Jones and the Temple of Doom
- Indiana Jones in Revenge of the Ancients
- Indiana Jones and the Last Crusade: The Graphic Adventure
- Indiana Jones and the Last Crusade: The Action Game
- Indiana Jones: The Pinball Adventure
- Indiana Jones and the Fate of Atlantis
- Indiana Jones' Greatest Adventures
- Indiana Jones and his Desktop Adventures
- Indiana Jones and the Infernal Machine
- Indiana Jones and the Emperor's Tomb
- LEGO Indiana Jones: The Original Adventures
- LEGO Indiana Jones 2: The Adventure Continues
- Indiana Jones and the Staff of Kings
- Indiana Jones and the Great Circle

## Andere media
- LEGO Indiana Jones: een op Indiana Jones gebaseerde speelgoedset van LEGO
- Op Indiana Jones gebaseerde rollenspelen
- Indiana Jonesstrips
- Indiana Jones Adventure: een attractie in de parken Disneyland en Tokyo DisneySea
- Indiana Jones™ et le Temple du Péril: een attractie in Disneyland Paris